# The Vault: Old Friends 4 Sale
The Vault: Old Friends 4 Sale — двадцять другий студійний альбом американського співака та композитора Прінса, випущений 24 серпня 1999 року на лейблі Warner Bros. Records. Це останній альбом музиканта, який був випущений на цьому лейблі, який задовольняв його обов'язки за контрактом 1992 року.
Альбом, порівняно з попередніми релізами, був не таким успішним. В США альбом зайняв 85-у сходинку в Billboard Hot 100. На території Великої Британії він зайняв 47-му сходинку, що є найкращим показником з часів альбому Emancipation. Більш-менш успішним альбом був на території Нідерландів, займаючи 16-у сходинку в чартах. В Німеччині та Франції альбом зайняв 64-у та 44-у сходинку відповідно.

## Список композицій
| #     | Назва                     | Тривалість |
| ----- | ------------------------- | ---------- |
| 1.    | «The Rest of My Life»     | 1:40       |
| 2.    | «It's About That Walk»    | 4:26       |
| 3.    | «She Spoke 2 Me»          | 8:20       |
| 4.    | «5 Women»                 | 5:13       |
| 5.    | «When the Lights Go Down» | 7:11       |
| 6.    | «My Little Pill»          | 1:09       |
| 7.    | «There Is Lonely»         | 2:29       |
| 8.    | «Old Friends 4 Sale»      | 3:27       |
| 9.    | «Sarah»                   | 2:53       |
| 10.   | «Extraordinary»           | 2:28       |
| 39:17 |                           |            |